# Сезон ФК «Дніпро» (Дніпропетровськ) 1985
Сезон ФК «Дніпро» (Дніпропетровськ) 1985 — «бронзовий» сезон футбольного клубу «Дніпро» у футбольних змаганнях СРСР. 

## Склад команди
| № | Поз. | Нац. | Гравець             |
| - | ---- | ---- | ------------------- |
|   | ВР   |      | Валерій Городов     |
|   | ВР   |      | Сергій Краковський  |
|   | ЗХ   |      | Олексій Чередник    |
|   | ЗХ   |      | Іван Вишневський    |
|   | ЗХ   |      | Сергій Кулінич      |
|   | ЗХ   |      | Сергій Пучков       |
|   | ЗХ   |      | Володимир Геращенко |
|   | ЗХ   |      | Анатолій Назаренко  |
|   | ЗХ   |      | Олександр Лисенко   |
|   | ЗХ   |      | Сергій Башкиров     |
|   | ПЗ   |      | Олександр Сорокалет |
|   | ПЗ   |      | Петро Кутузов       |
|   | ПЗ   |      | Ігор Делі           |

| № | Поз. | Нац. | Гравець             |
| - | ---- | ---- | ------------------- |
|   | ПЗ   |      | Володимир Багмут    |
|   | ПЗ   |      | Андрій Ділай        |
|   | ПЗ   |      | Сергій Художилов    |
|   | ПЗ   |      | Борис Шуршин        |
|   | ПЗ   |      | Микола Кудрицький   |
|   | ПЗ   |      | Віктор Кузнецов     |
|   | НП   |      | Володимир Лютий     |
|   | НП   |      | Геннадій Литовченко |
|   | НП   |      | Микола Федоренко    |
|   | НП   |      | Андрій Сидельников  |
|   | НП   |      | Володимир Мозолюк   |
|   | НП   |      | Олег Таран          |
|   | НП   |      | Олег Протасов       |

## Кубок чемпіонів
Восени 1984 року дніпропетровська команда здобула сумарні перемоги над турецьким «Трабзонспором» і болгарським клубом «Левскі-Спартак».
| Раунд      | Команда             | Рахунок        |
| ---------- | ------------------- | -------------- |
| 1/4 фіналу | «Жиронден де Бордо» | 2:2 (3:5 пен.) |

| 6 березня 1985 20:30 |

| «Бордо»    | 1 – 1 | «Дніпро»  |
| ---------- | ----- | --------- |
| Лякомб 10' | звіт  | Лютий 43' |

| «Шабан-Дельмас» (Бордо) Глядачів: 30 000 Арбітр: Ян Кейзер (Нідерланди) |

«Бордо»: Домінік Дропсі, Жан-Крістоф Тувенель, Гернот Рор, Леонар Шпехт, Патрік Баттістон, Рене Жирар, Жан Тігана, Фернанду Шалана (Тьєррі Тюссо, 80), Бернар Лякомб, Ален Жиресс, Дітер Мюллер. Тренер — Еме Жаке.
«Дніпро»: Сергій Краковський, Сергій Башкиров, Іван Вишневський, Сергій Пучков, Олександр Лисенко (к), Володимир Багмут, Віктор Кузнецов (Олексій Чередник, 63), Андрій Ділай, Володимир Лютий, Олег Протасов (Сергій Кулінич, 84), Олег Таран.
 Ділай (4). 
| 20 березня 1985 19:00 |

| «Дніпро»    | 1 – 1 | «Бордо»   |
| ----------- | ----- | --------- |
| Лисенко 11' | звіт  | Тюссо 75' |

| «Металург» (Кривий Ріг) Глядачів: 35 000 Арбітр: Карл-Гайнц Трічлер (ФРН) |

|                                          |       | Пенальті                                     |  |
| Лисенко · Кузнецов · Пучков · Литовченко | 3 – 5 | Тюссо · Жиресс · Лякомб · Баттістон · Шалана |  |

«Дніпро»: Сергій Краковський, Сергій Башкиров, Іван Вишневський, Сергій Пучков, Олександр Лисенко, Володимир Багмут (Віктор Кузнецов, 71), Олексій Чередник, Геннадій Литовченко (к), Володимир Лютий, Олег Протасов, Олег Таран. 
«Бордо»: Домінік Дропсі, Жан-Крістоф Тувенель (Антуан Мартінес, 85), Гернот Рор, Леонар Шпехт, Патрік Баттістон, Тьєррі Тюссо, Жан Тігана, Фернанду Шалана, Бернар Лякомб, Ален Жиресс, Дітер Мюллер. Тренер — Еме Жаке.
 Вишневський (20), Пучков (43), Чередник (50) — Тувенель (23).
 Вишневський (96, друга жовта картка)

## Чемпіонат СРСР з футболу
| Місце | Клуб                       | Суперники | Суперники | І  | В  | Н  | П  | М     | О  |
| Місце | Клуб                       | удома     | у гостях  | І  | В  | Н  | П  | М     | О  |
| ----- | -------------------------- | --------- | --------- | -- | -- | -- | -- | ----- | -- |
| 1.    | «Динамо» (Київ)            | 1:1       | 0:0       | 34 | 20 | 8  | 6  | 64-26 | 48 |
| 2.    | «Спартак» (Москва)         | 0:0       | 0:3       | 34 | 18 | 10 | 6  | 72-28 | 46 |
| 3.    | «Дніпро» (Дніпропетровськ) |           |           | 34 | 16 | 11 | 7  | 71-41 | 42 |
| 4.    | «Динамо» (Мінськ)          | 1:0       | 1:2       | 34 | 16 | 9  | 9  | 40-31 | 41 |
| 5.    | «Торпедо» (Москва)         | 3:3       | 3:0       | 34 | 13 | 10 | 11 | 42-40 | 36 |
| 6.    | «Зеніт» (Ленінград)        | 2:1       | 1:2       | 34 | 14 | 7  | 13 | 48-38 | 35 |
| 7.    | «Жальгіріс» (Вільнюс)      | 5:0       | 0:1       | 34 | 12 | 11 | 11 | 43-49 | 34 |
| 8.    | «Динамо» (Тбілісі)         | 2:1       | 1:1       | 34 | 11 | 10 | 13 | 34-39 | 32 |
| 9.    | «Кайрат» (Алмати)          | 4:3       | 1:1       | 34 | 11 | 13 | 10 | 43-46 | 32 |
| 10.   | «Металіст» (Харків)        | 1:0       | 1:2       | 34 | 12 | 7  | 15 | 39-55 | 31 |
| 11.   | «Торпедо» (Кутаїсі)        | 2:0       | 3:4       | 34 | 11 | 9  | 14 | 40-51 | 31 |
| 12.   | «Шахтар» (Донецьк)         | 5:4       | 1:1       | 34 | 10 | 12 | 12 | 46-45 | 30 |
| 13.   | «Арарат» (Єреван)          | 2:0       | 5:3       | 34 | 10 | 12 | 12 | 42-46 | 30 |
| 14.   | «Динамо» (Москва)          | 5:0       | 1:1       | 34 | 11 | 7  | 16 | 37-50 | 29 |
| 15.   | «Чорноморець» (Одеса)      | 3:3       | 1:2       | 34 | 11 | 7  | 16 | 44-65 | 29 |
| 16.   | «Нефтчі» (Баку)            | 4:0       | 1:1       | 34 | 9  | 11 | 14 | 30-40 | 28 |
| 17.   | «Факел» (Воронеж)          | 6:0       | 2:0       | 34 | 9  | 9  | 16 | 24-45 | 27 |
| 18.   | СКА (Ростов-на-Дону)       | 2:0       | 1:1       | 34 | 7  | 7  | 20 | 36-60 | 21 |

## Кубок СРСР з футболу1985-1986
| Раунд       | Команда            | Рахунок |
| ----------- | ------------------ | ------- |
| 1/16 фіналу | «Колос» (Нікополь) | 1:2     |

| 14 серпня 1985 |

| «Колос»             | 2 – 1 | «Дніпро»     |
| ------------------- | ----- | ------------ |
| Сафроненко 10', 63' | звіт  | Протасов 60' |

| «Спартак» (Нікополь) Глядачів: 8 700 Арбітр: Володимир Чехоєв (Орджонікідзе) |

«Колос»: Сергій Золотницький, Олександр Червоний, Петро Кутузов, Ігор Лук'янчук, Ігор Гладишев, Олексій Яковенко, Андрій Бобриков, Володимир Сафроненко, Микола Федоренко, Сергій Казанков, Георгій Колядюк. Заміна: Юрій Корюков (56). Тренер — Геннадій Лисенчук.
«Дніпро»: Валерій Городов, Сергій Башкиров, Іван Вишневський, Сергій Пучков, Олександр Лисенко, Олексій Чередник, Віктор Кузнецов, Геннадій Литовченко, Андрій Ділай, Олег Протасов, Володимир Мозолюк. Заміна: Володимир Багмут (53). Тренер — Володимир Ємець.

## Кубок УЄФА
| Раунд       | Команда          | Рахунок |
| ----------- | ---------------- | ------- |
| 1/32 фіналу | «Вісмут» (Ауе)   | 5:2     |
| 1/16 фіналу | ПСВ (Ейндговен)  | 3:2     |
| 1/8 фіналу  | «Хайдук» (Спліт) | 0:3     |

| 18 вересня 1985 16:00 |

| «Вісмут» (Ауе) | 1 – 3 | «Дніпро»                              |
| -------------- | ----- | ------------------------------------- |
| Шмідт 75'      | звіт  | Литовченко 27' Таран 47' Кузнецов 76' |

| Стадіон ім. Отто Гротеволя (Ауе) Глядачів: 23 000 Арбітр: Їржі Стіглер (Чехословаччина) |

«Вісмут»: Йорг Вайсфлог (к), Гайко Мюнх, Фолькер Шмідт, Бернгард Коник, Роланд Бальк, Штеффен Краус, Юрген Ешер, Гаральд Мотес, Вільфрід Рейпка (Райнер Піч, 77), Хольгер Ерлер (Ральф Крафт, 70), Уве Бауер. Тренер — Гаральд Фішер.
«Дніпро»: Сергій Краковський, Сергій Башкиров, Олександр Сорокалет, Сергій Пучков, Олександр Лисенко, Борис Шуршин, Віктор Кузнецов, Геннадій Литовченко (к), Андрій Ділай (Олексій Чередник, 79), Олег Протасов, Олег Таран (Микола Кудрицький, 70). Тренер — Володимир Ємець.
 Краус — Лисенко, Башкиров.
| 2 жовтня 1985 19:00 |

| «Дніпро»          | 2 – 1 | «Вісмут» (Ауе) |
| ----------------- | ----- | -------------- |
| Протасов 51', 78' | звіт  | Лоренц 73'     |

| «Металург» (Кривий Ріг) Глядачів: 26 000 Арбітр: Міклош Надь (Угорщина) |

«Дніпро»: Сергій Краковський, Сергій Башкиров, Олександр Сорокалет, Сергій Пучков, Олександр Лисенко, Борис Шуршин (Олексій Чередник, 70), Віктор Кузнецов, Геннадій Литовченко (к), Андрій Ділай, Олег Протасов, Олег Таран (Микола Кудрицький, 56). Тренер — Володимир Ємець.
«Вісмут»: Йорг Вайсфлог (к), Гайко Мюнх, Фолькер Шмідт, Бернгард Коник, Петер Георгі, Штеффен Краус, Юрген Ешер, Гаральд Мотес, Вільфрід Рейпка, Роланд Бальк, Ральф Крафт (Штеффен Лоренц, 65). Тренер — Гаральд Фішер.
 Шмідт.
| 23 жовтня 1985 19:00 |

| ПСВ (Ейндговен)            | 2 – 2 | «Дніпро»          |
| -------------------------- | ----- | ----------------- |
| Макдональд 55' Торесен 80' | звіт  | Протасов 17', 68' |

| «Філіпс» (Ейндговен) Глядачів: 30 000 Арбітр: Ніл Мідглі (Англія) |

ПСВ: Ганс ван Брекелен, Ерік Геретс, Губ Стевенс, Ерні Брандтс, Ян Гайнце (Франс ван Рой, 71), Тон Локгофф, Міхел Валке, Віллі ван де Керкгоф (к), Роб Макдональд, Рене ван дер Гіп, Галлвар Торесен. Тренер — Ганс Краай.
«Дніпро»: Сергій Краковський, Сергій Башкиров, Іван Вишневський, Сергій Пучков, Олександр Лисенко, Борис Шуршин (Микола Кудрицький, 86), Віктор Кузнецов, Геннадій Литовченко (к), Олександр Сорокалет, Олег Протасов, Олег Таран (Володимир Лютий, 67). Тренер — Володимир Ємець.
| 6 листопада 1985 19:00 |

| «Дніпро»       | 1 – 0 | ПСВ (Ейндговен) |
| -------------- | ----- | --------------- |
| Литовченко 47' | звіт  |                 |

| «Металург» (Кривий Ріг) Глядачів: 34 000 Арбітр: Франц Гехтер (Швейцарія) |

«Дніпро»: Сергій Краковський, Сергій Башкиров, Іван Вишневський, Сергій Пучков, Олександр Лисенко, Борис Шуршин (Микола Кудрицький, 68), Віктор Кузнецов, Геннадій Литовченко (к), Олександр Сорокалет, Олег Протасов, Олег Таран (Володимир Лютий, 57). Тренер — Володимир Ємець.
ПСВ: Ганс ван Брекелен, Ерік Геретс, Губ Стевенс, Ерні Брандтс, Ян Гайнце, Тон Локгофф (Франс ван Рой, 57), Міхел Валке, Віллі ван де Керкгоф (к), Роб Макдональд, Рене ван дер Гіп, Гальвар Торесен. Тренер — Ян Рекер.
 Башкиров, Лютий — Локгофф, Макдональд, ван де Керкгоф.
| 27 листопада 1985 19:00 |

| «Дніпро» | 0 – 1 | «Хайдук» (Спліт) |
| -------- | ----- | ---------------- |
|          | звіт  | Пучков 47' (аг)  |

| «Металург» (Кривий Ріг) Глядачів: 24 500 Арбітр: Йоан Ігна (Румунія) |

«Дніпро»: Сергій Краковський, Олексій Чередник, Іван Вишневський, Сергій Пучков, Олександр Лисенко, Борис Шуршин (Микола Кудрицький, 75), Віктор Кузнецов, Геннадій Литовченко (к), Олександр Сорокалет, Олег Протасов, Олег Таран (Володимир Лютий, 56). Тренер — Володимир Ємець.
«Хайдук»: Зоран Варводич, Бранко Мілюш, Мілан Петрович, Іван Гудель, Іван Єролимов, Драгутин Челич, Златко Вуйович, Блаж Слишкович (Єрко Тіпурич, 46), Зоран Вуйович, Альоша Асанович, Зоран Вулич. Тренер — Станко Поклепович.  
 Сорокалет.
| 27 листопада 1985 19:00 |

| «Хайдук» (Спліт) | 2 – 0 | «Дніпро» |
| ---------------- | ----- | -------- |
| Гудель 47', 64'  | звіт  |          |

| «Полюд» (Спліт) Глядачів: 40 000 Арбітр: Анхель Мартінес (Іспанія) |

«Хайдук»: Зоран Варводич, Бранко Мілюш, Мілан Петрович, Іван Гудель, Іван Єролимов, Драгутин Челич, Златко Вуйович, Блаж Слишкович (Єрко Тіпурич, 75), Зоран Вуйович, Альоша Асанович, Зоран Вулич. Тренер — Станко Поклепович. 
«Дніпро»: Сергій Краковський, Сергій Башкиров, Іван Вишневський, Сергій Пучков, Олександр Лисенко, Борис Шуршин (Олексій Чередник, 64), Віктор Кузнецов, Геннадій Литовченко (к), Олександр Сорокалет, Олег Протасов, Олег Таран (Володимир Лютий, 53). Тренер — Володимир Ємець.
 Вулич, Мілюш, Тіпурич — Протасов, Сорокалет, Пучков, Вишневський. 
 Вишневський (89).